# Tétrico II
Cayo o Gayo Pío Esuvio Tétrico (en latín, Gaius Pius Esuvius Tetricus), más conocido como Tétrico II, para diferenciarlo de su padre, Tétrico I, emperador del Imperio galo entre 270 y 274.
En 273 fue elevado al rango de césar, con el título de princeps iuventutis, y en enero de 274 ocupó su primer consulado junto con su padre.
Tras la derrota de su padre en otoño de 274, padre e hijo desfilaron en el triunfo celebrado por Aureliano, pero el emperador les perdonó la vida a ambos. Según algunas fuentes, incluso les mantuvo el rango senatorial.

## Biografía

### Orígenes
Tétrico II era hijo del emperador Tétrico I (r. 271-274) y tenía exactamente el mismo nombre que su padre: Gaius Pius Esuvius Tetricus. Tanto la fecha de su nacimiento como el nombre de su madre son inciertos. En 273, su padre lo elevó a César para aumentar su legitimidad al trono. Una inscripción de Beterras (actual Béziers) asocia a Tétrico II con el segundo período tribunicio de su padre, trasladando la fecha al 271/272, pero esto puede ser el resultado de un error del grabador. Es posible que su padre también lo haya elevado al rango de coemperador en los últimos días de su reinado, pero esto se discute. La poco fidedigna Historia Augusta dice que Tétrico I crio a su hijo en una fecha no especificada en la biografía de Aureliano, pero ni Aurelio Víctor ni Eutropio citan el supuesto evento. 

### Nombramientos
En su nombramiento, también fue nombrado Príncipe de la Juventud. El 1 de enero de 274 ingresó en Augusta Treverorum en su primer consulado, que compartió con su padre. Algunas monedas de Tétrico I acuñadas en 274 cuentan con una leyenda que puede aludir a la elevación de Tétrico II, pero dadas las circunstancias del período y otras características presentes en las mismas monedas hoy en día, se cree que pueden haber sido emitidas en un intento para asegurar una alianza con Aureliano al reconocerlo como su igual en lugar de un rival, algo que Carausio haría a fines de siglo para tratar de asegurar la paz con Diocleciano y Maximiano. 

### Rendición y perdón
A principios de 274, el emperador Aureliano (r. 270-275) marchó al norte de la Galia, al mismo tiempo que su padre conducía sus tropas al sur de Augusta Treverorum para enfrentarse a él. Con la derrota de los galos en la batalla de Châlons en febrero o marzo, Tétrico I y Tétrico II se rindieron. Con la rendición, el Imperio galo se reincorporó al Imperio romano y Aureliano entró triunfante en Roma con muchos carros, veinte elefantes, doscientas fieras (tigres, jirafas, alces, etc.), ochocientos gladiadores y cautivos de varias tribus bárbaras. Fueron emparejados con Zenobia, líder del recién conquistado Imperio de Palmira, pero no los encadenaron, sino que usaron bragas (pantalones galos).
Según Aurelio Víctor, aunque desfiló en el triunfo de Aureliano, Tétrico II fue posteriormente indultado y se le restauró la condición de senador, ocupando varios cargos senatoriales. También se dice que era muy inteligente y que ningún otro senador fue tan estimado como él en su vida.